# Long Tuyền

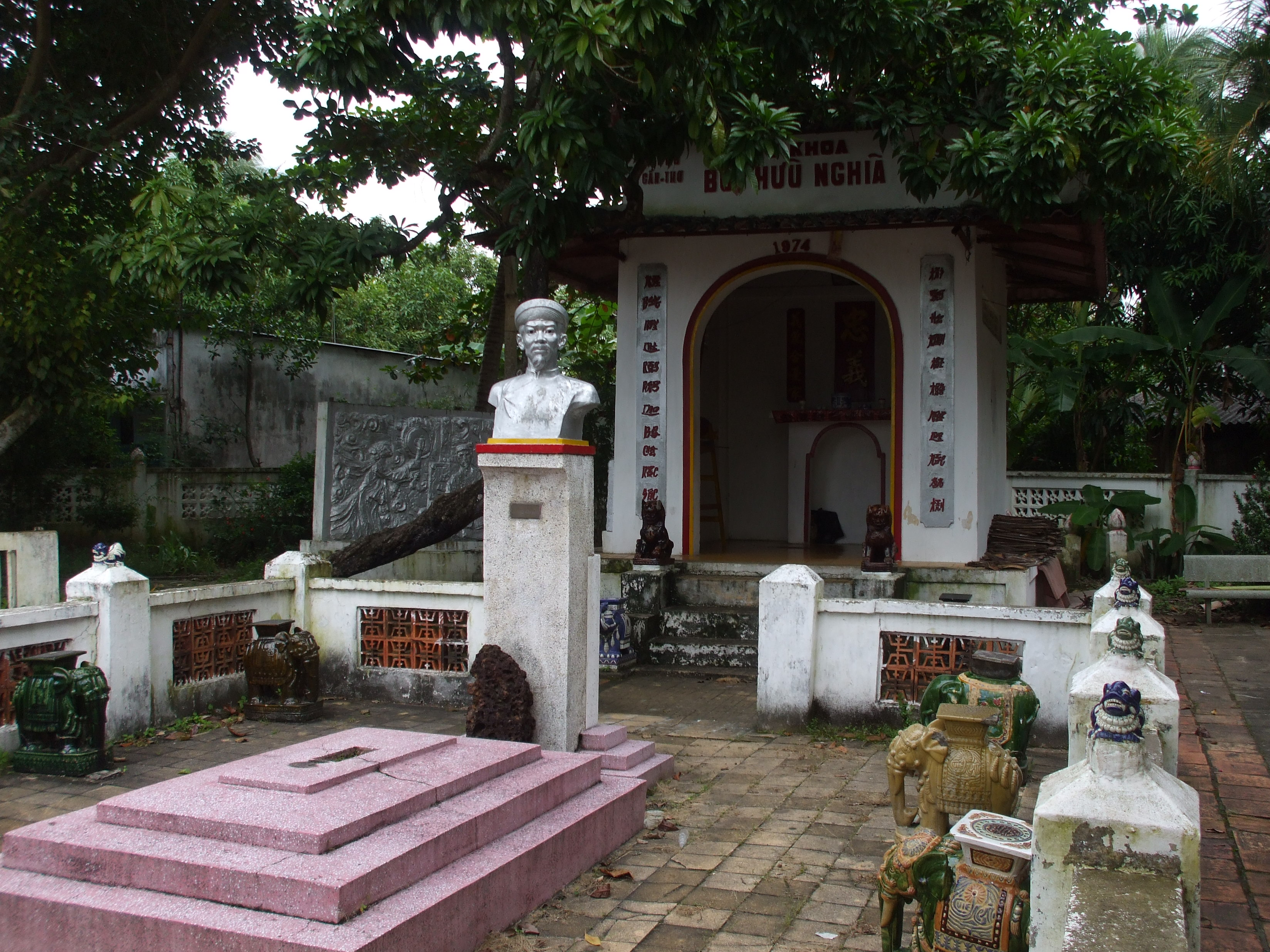
Temple et tombe de Bùi Hữu Nghĩa à Long Tuyen

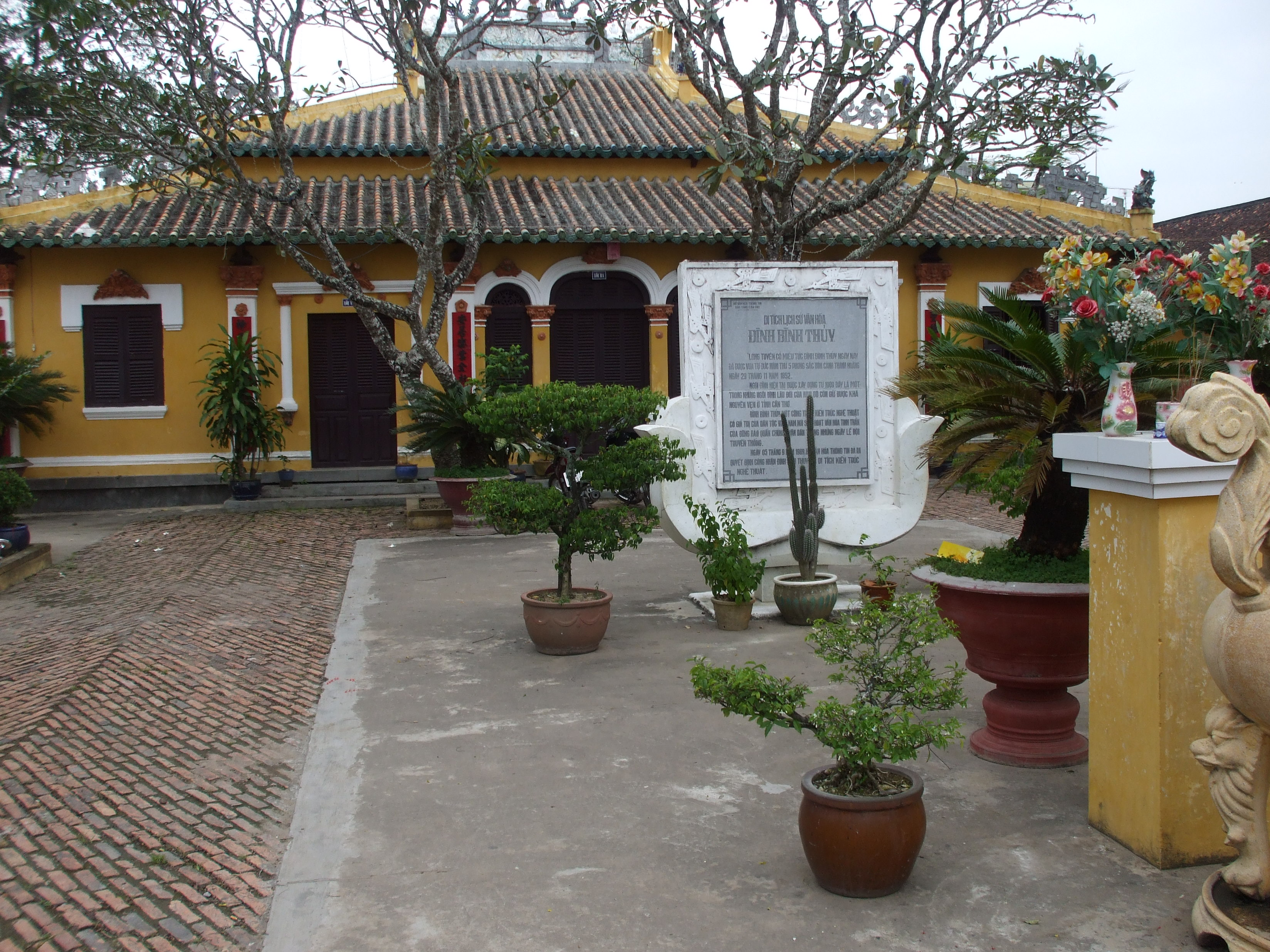
Maison commune de Bình Thủy à Long Tuyen

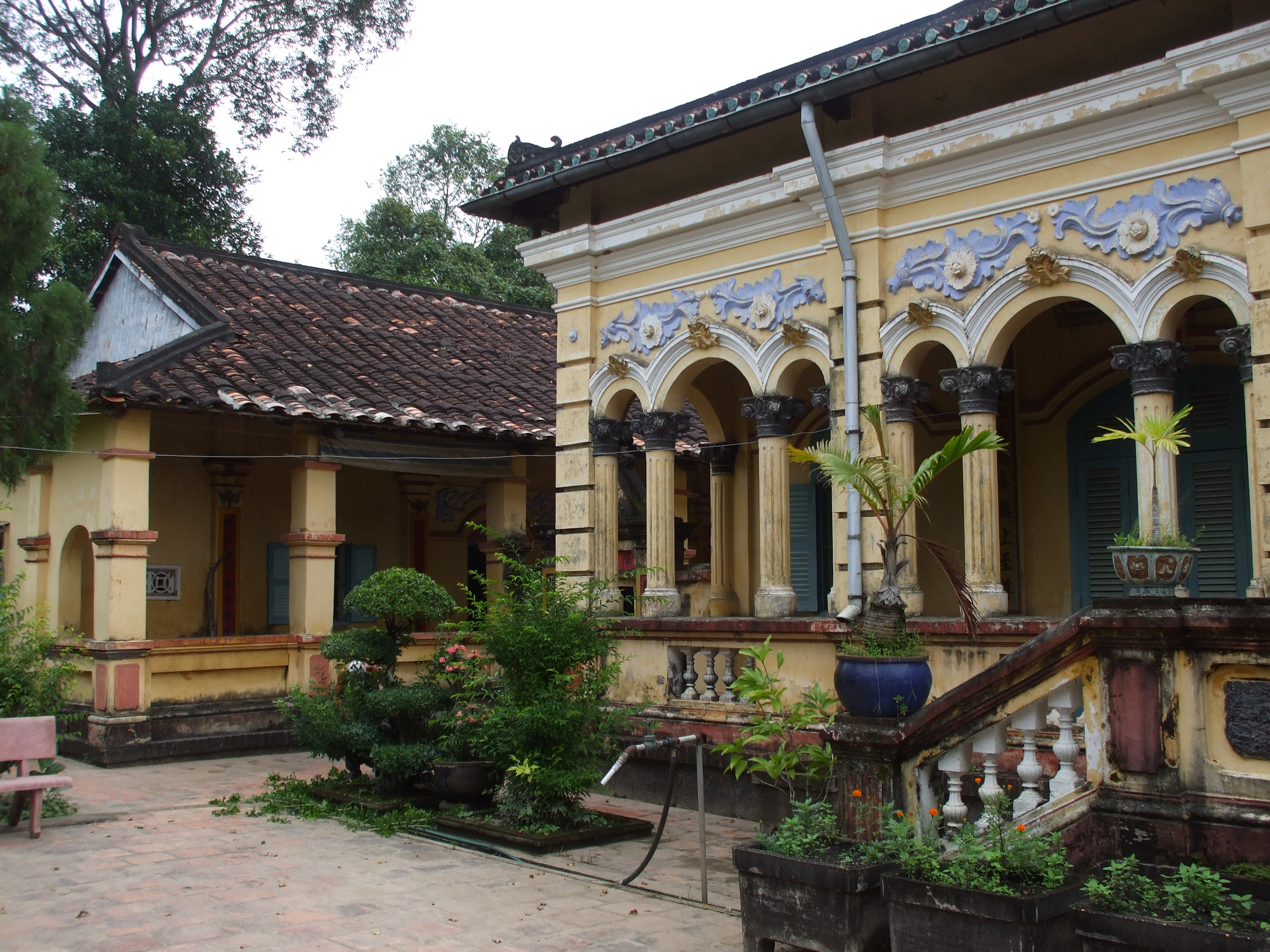
Pagode de Nam Nhã à Long Tuyen

Long Tuyên (en vietnamien : Làng cổ Long Tuyền) est un village antique dans la ville de Cần Thơ situé au delta du Mékong, au Viêtnam. Le village est situé sur la terraine de sud-ouest du fleuve de Cần Thơ. Il était une subdivision de Phu Âp avant que la province de Can Tho ait été établie, puis c'est devenu village de Binh Hung pendant le règne du roi de Thiệu Trị (un roi de la Dynastie Nguyễn). En 1852, suivant l'arrivée de Huynh Man Dat, un chef de province qui s'est échappé du danger à cet emplacement, ce village a été renommé Bình Thủy. Ce village est l'une des attractions touristiques les plus visitées dans cette ville puisqu'on y trouve 6 vestiges nationaux, soit un tiers de vestiges nationaux de Cần Thơ. Ce village suit le style de vie typique du delta du fleuve Mékong avec ses canaux, vergers, et son style de vie traditionnel.